# Željko Rebrača
Željko Rebrača (in serbo Жељко Ребрача?; Prigrevica, 9 aprile 1972) è un ex cestista jugoslavo, dal 2006 serbo.
Giocava come centro. Per sei anni ha militato nell'NBA, in particolare con i Los Angeles Clippers, e ha vinto la medaglia d'argento ad Atlanta 1996 con la Jugoslavia.

## Carriera
Cresciuto nella squadra di Novi Sad, Rebrača ha iniziato la sua carriera professionistica in Jugoslavia, con la maglia del Partizan Belgrado. Con i bianconeri vinse l'Eurolega nel 1992 e due titoli nazionali. Nel 1994 fu scelto al secondo turno del draft NBA dai Seattle SuperSonics, ma non riuscì a giocare con la squadra americana. Vinse però il suo primo trofeo internazionale con la maglia della nazionale: l'Europeo 1995.
Nel 1995-96 passò alla Benetton Pallacanestro Treviso, dove ha contribuito alla conquista di uno scudetto e di una Coppa Saporta. Contemporaneamente arrivò secondo al torneo olimpico 1996 con la sua nazionale, vinse l'Europeo 1997 e il Mondiale 1998. È rimasto con la maglia biancoverde fino al 1998-99, quando è stato acquistato dal Panathinaikos di Atene. Con i greci vince l'Eurolega e il campionato nel 2000.
Nel 2001 è tornato in NBA, acquistato dai Detroit Pistons. Nella sua prima stagione ha giocato 74 partite, con una media di quasi sette punti a partita. Successivamente gli infortuni lo hanno limitato. Nel 2003-04 passò agli Atlanta Hawks, con cui scese in campo in appena tre occasioni. Il riscatto gli riuscì solo nella prima stagione (2004-05) con i Los Angeles Clippers.
Nel gennaio 2007 ha subito l'ennesimo infortunio che lo ha costretto a subire un intervento chirurgico alla schiena per la rimozione di un frammento di ernia del disco. Poco tempo prima, i medici gli avevano dato il permesso per tornare in campo, ma nuovi esami hanno evidenziato la necessità di un'altra operazione.
Tagliato il 6 aprile 2007 in favore di Will Conroy, nell'estate 2007 ha sottoscritto un contratto con il Pamesa Valencia che sancisce il suo ritorno in Europa. Nel dicembre dello stesso anno annuncia il ritiro dal basket giocato.

## Statistiche

### NBA

#### Regular Season
| Anno      | Squadra         | PG  | PT | MP   | TC%  | 3P% | TL%  | RP  | AP  | PRP | SP  | PP  |
| --------- | --------------- | --- | -- | ---- | ---- | --- | ---- | --- | --- | --- | --- | --- |
| 2001-2002 | Detroit Pistons | 74  | 4  | 15,9 | 50,5 | -   | 77,1 | 3,9 | 0,5 | 0,4 | 1,0 | 6,9 |
| 2002-2003 | Detroit Pistons | 30  | 12 | 16,3 | 55,2 | -   | 79,2 | 3,1 | 0,3 | 0,2 | 0,6 | 6,6 |
| 2003-2004 | Detroit Pistons | 21  | 2  | 10,6 | 40,7 | -   | 78,6 | 2,3 | 0,2 | 0,2 | 0,4 | 3,1 |
| 2003-2004 | Atlanta Hawks   | 3   | 0  | 17,0 | 52,2 | -   | 50,0 | 3,0 | 0,7 | 0,0 | 0,7 | 8,3 |
| 2004-2005 | L.A. Clippers   | 58  | 2  | 16,0 | 56,8 | -   | 85,9 | 3,2 | 0,4 | 0,2 | 0,7 | 5,8 |
| 2005-2006 | L.A. Clippers   | 29  | 2  | 14,2 | 54,2 | -   | 75,6 | 2,2 | 0,3 | 0,2 | 0,7 | 4,7 |
| Carriera  | Carriera        | 215 | 22 | 15,3 | 52,7 | -   | 79,2 | 3,2 | 0,4 | 0,3 | 0,7 | 5,9 |

#### Playoffs
| Anno     | Squadra         | PG | PT | MP   | TC%  | 3P% | TL%  | RP  | AP  | PRP | SP  | PP  |
| -------- | --------------- | -- | -- | ---- | ---- | --- | ---- | --- | --- | --- | --- | --- |
| 2002     | Detroit Pistons | 5  | 0  | 13,8 | 45,5 | -   | 78,6 | 2,0 | 0,0 | 0,2 | 0,2 | 4,2 |
| 2003     | Detroit Pistons | 4  | 0  | 7,3  | 35,3 | -   | 71,4 | 1,3 | 0,0 | 0,0 | 0,0 | 4,3 |
| 2006     | L.A. Clippers   | 3  | 0  | 7,3  | 33,3 | -   | -    | 1,3 | 0,0 | 0,0 | 0,3 | 0,7 |
| Carriera | Carriera        | 12 | 0  | 10,0 | 38,7 | -   | 76,2 | 1,6 | 0,0 | 0,1 | 0,2 | 3,3 |

#### Massimi in carriera
- Massimo di punti: 24 vs Chicago Bulls (10 aprile 2002)[1]
- Massimo di rimbalzi: 16 vs Golden State Warriors (29 gennaio 2005)
- Massimo di assist: 3 (4 volte)
- Massimo di palle rubate: 3 vs Orlando Magic (28 dicembre 2001)
- Massimo di stoppate: 7 vs Atlanta Hawks (8 aprile 2002)
- Massimo di minuti giocati: 34 (2 volte)

## Palmarès

### Squadra
- Campionato NBA: 1

Detroit Pistons: 2004
- YUBA liga: 1

Partizan Belgrado: 1991-92
- YUBA liga: 1

Partizan Belgrado: 1994-95
- Campionato italiano: 1

Pall. Treviso: 1996-97
- Campionato greco: 2

Panathinaikos: 1999-2000, 2000-01
- Coppa di Jugoslavia: 1

Partizan Belgrado: 1992
- Coppa di Jugoslavia: 2

Partizan Belgrado: 1994, 1995
- Supercoppa italiana: 1

Treviso: 1997
- Coppa dei Campioni: 2

Partizan Belgrado: 1991-92
Panathinaikos: 1999-2000
- Coppa Saporta: 1

Pall. Treviso: 1998-99

### Individuale
- Euroleague Final Four MVP: 1

Panathinaikos Atene: 1999-2000
- MVP Coppa di Grecia: 1

Panathinaikos: 1999-2000
- A1 Ethniki MVP: 1

Panathīnaïkos: 1999-2000
- A1 Ethniki MVP finali: 1

Panathīnaïkos: 2000-2001
- FIBA World Cup All-Tournament Teams: 1

1998
- NBA All-Rookie Second Team (2002)